# 第52普通科連隊
第52普通科連隊（だいごじゅうにふつうかれんたい、JGSDF 52nd Infantry Regiment）は、陸上自衛隊真駒内駐屯地（北海道札幌市南区）に連隊本部が駐屯する北部方面混成団隷下の普通科連隊である。陸上自衛隊において「普通科連隊」と名乗る部隊では最後に編成された。

## 概要
連隊長は1等陸佐（二）が充てられ、連隊本部、本部管理中隊、4個の普通科中隊および重迫撃砲中隊で編成されている。
道内の即応予備自衛官の招集訓練を担当するため第2普通科中隊が旭川駐屯地に、第3普通科中隊が帯広駐屯地に駐屯しており、即応予備自衛官の出頭訓練は、真駒内駐屯地、北恵庭駐屯地および東千歳駐屯地（主に道央）、旭川駐屯地および滝川駐屯地（主に道北近隣）、帯広駐屯地および美幌駐屯地（主に道東）、函館駐屯地（主に道南）で行われる。
北部方面隊に所在する即応予備自衛官訓練および管理の集約一元化を目的に、北部方面混成団の隷下部隊の一つとして2011年（平成23年）4月に新編。新編時は普通科連隊（軽）として編成され、陸上自衛隊のナンバー付普通科連隊では最も新しく編成された部隊である。なお、第3普通科中隊は帯広駐屯地の第5旅団隷下の第4普通科連隊第4中隊を母体に編成された。
2014年（平成26年）3月に第7師団のフル化に伴う即応予備自衛官招集訓練終了により、第73戦車連隊等の第7師団が管理していた即応予備自衛官を引き継ぐため増強改編され、第4普通科中隊と重迫撃砲中隊が新編され6個中隊編成となった。この改編により支援の規模が大きくなったため整備支援部隊も増強され第303普通科直接支援隊が第305普通科直接支援中隊に改編された。

## 沿革
- 2010年（平成22年）
  - 3月：第18普通科連隊および旭川駐屯地業務隊にそれぞれ新編準備隊を立ち上げ新編準備を開始。帯広駐屯地の第4普通科連隊第4普通科中隊は22号教育隊隊舎へ移動し新編準備を開始。
  - 8月：要員を増強する。

第52普通科連隊
- 2011年（平成23年）4月22日：第52普通科連隊が普通科連隊（軽）として真駒内駐屯地において編成完結。

1. 連隊本部、本部管理中隊、第1普通科中隊を真駒内駐屯地に新編。
2. 第2普通科中隊を旭川駐屯地に新編。
3. 第3普通科中隊を帯広駐屯地に新編。

- 2014年（平成26年）3月26日：第4普通科中隊および重迫撃砲中隊を真駒内駐屯地に新編。
- 2019年（平成31年）3月26日：即応予備自衛官の一部（100名）を第102弾薬大隊（北千歳駐屯地）および第104補給大隊（島松駐屯地）に異任[1]。

## 部隊編成
（　）内は駐屯地
- 第52普通科連隊本部（真駒内駐屯地）
- 本部管理中隊「52普-本」（真駒内駐屯地）- 旭川駐屯地および帯広駐屯地で主に道北および道東の即応予備自衛官の訓練を担任。
- 第1普通科中隊「52普-1」（真駒内駐屯地）- 装甲車化中隊で96式装輪装甲車（WAPC）装備。真駒内駐屯地および函館駐屯地で主に道央と道南の即応予備自衛官の訓練を担任。
- 第2普通科中隊「52普-2」（旭川駐屯地） - 高機動車化中隊。旭川駐屯地および滝川駐屯地で主に道北近隣の即応予備自衛官の訓練を担任。
- 第3普通科中隊「52普-3」（帯広駐屯地）- 高機動車化中隊。帯広駐屯地および美幌駐屯地で主に道東の即応予備自衛官の訓練を担任。
- 第4普通科中隊「52普-4」（真駒内駐屯地）- 高機動車化中隊。北恵庭駐屯地で主に道央の即応予備自衛官の訓練を担任。
- 重迫撃砲中隊「52普-重」（真駒内駐屯地）- 東千歳駐屯地で主に道央の即応予備自衛官の訓練を担任。

## 整備支援部隊
- 北部方面後方支援隊第303普通科直接支援隊「303普直支」（真駒内駐屯地）：2011年（平成23年）4月22日から2014年（平成26年）3月25日までの間。
- 北部方面後方支援隊第305普通科直接支援中隊「305普直支」（真駒内駐屯地）：2014年（平成26年）3月26日から

## 主要幹部
| 官職名           | 階級    | 氏名       | 補職発令日     | 前職             |
| ---------------- | ------- | ---------- | -------------- | ---------------- |
| 第52普通科連隊長 | 1等陸佐 | 加々尾哲郎 | 2024年08月01日 | 部隊訓練評価隊長 |

| 代 | 氏名       | 在職期間                        | 前職                                    | 後職                 |
| -- | ---------- | ------------------------------- | --------------------------------------- | -------------------- |
| 01 | 櫻井正人   | 2011年04月22日 - 2012年12月03日 | 北部方面教育連隊付                      | 北部方面総監部付     |
| 02 | 牧野正美   | 2012年12月04日 - 2014年03月22日 | 陸上自衛隊高等工科学校教育部長          | 北部方面総監部付     |
| 03 | 今村浩喜   | 2014年03月23日 - 2016年03月22日 | 西部方面総監部総務部総務課長            | 西部方面総監部監察官 |
| 04 | 末吉平興   | 2016年03月23日 - 2018年07月31日 | 陸上自衛隊九州補給処装備計画部 企画課長 | 西部方面総監部監察官 |
| 05 | 坂口浩一郎 | 2018年08月01日 - 2020年12月21日 | 第1師団司令部監察官                     | 北部方面総監部監察官 |
| 06 | 今井俊典   | 2020年12月22日 - 2022年07月31日 | 陸上自衛隊輸送学校副校長 兼 企画室長    | 退職（陸将補昇任）   |
| 07 | 早崎和寿   | 2022年08月01日 - 2024年07月04日 | 自衛隊札幌病院総務部長                  | 北部方面総監部付     |
| 08 | 加々尾哲郎 | 2024年08月01日 -                | 部隊訓練評価隊長                        |                      |

## 主要装備
- 96式装輪装甲車
- 高機動車
- 1/2tトラック / 73式小型トラック
- 1 1/2tトラック / 73式中型トラック
- 3 1/2tトラック / 73式大型トラック
- 89式5.56mm小銃
- 5.56mm機関銃MINIMI
- 9mm拳銃
- 84mm無反動砲
- 01式軽対戦車誘導弾
- 81mm迫撃砲 L16
- 120mm迫撃砲 RT